# Manfred Rauscher

Manfred Rauscher (1958)

Manfred Rauscher (* 23. Februar 1904 in Rüegsau; † 15. Januar 1988 in Weesen) war ein Schweizer Maschinenbau- und Flugzeugbauingenieur.
Rauscher war der Sohn eines Pfarrers und hatte Bürgerrecht in Stein am Rhein. Er studierte Maschinenbau und promovierte 1937 am Massachusetts Institute of Technology (Dissertation: Steady oscillations of systems with non-linear and unsymmetrical elasticity), wo er Professor wurde und das Institut für Flügelschwingungen aufbaute. 1950 bis 1974 war er Professor für Flugzeugingenieurwesen an der ETH Zürich.
Er war bei der Entwicklung des Düsenjägers P-16, des Lear Jets und beim Hochleistungssegelflugzeug Diamant beratend tätig. Rauscher befasste sich auch mit Fahrzeugbau, Eisenbahnwagenbau und Raumfahrttechnik. 

## Schriften
- Introduction to Aeronautical Dynamics. Wiley, New York 1953.